# Boon (Film)
Boon ist ein US-amerikanischer Actionfilm des Regisseurs Derek Presley aus dem Jahr 2022.

## Handlung
Nick Boon war bislang als Auftragskiller für ein skrupelloses Verbrechersyndikat tätig. Um dieses dunkle Kapitel seines Lebens hinter sich zu lassen, zieht er in eine abgelegene Blockhütte im Bundesstaat Washington.
Doch Boon wird von seiner Vergangenheit eingeholt, als ihm auf der Fahrt nach Hause ein Fahrzeug folgt. In einem Waldstück nahe seiner Hütte stellt er den Verfolger. Es kommt zu einem Schusswechsel, in dessen Verlauf Boon seinen Kontrahenten tötet, dabei jedoch einen Bauchschuss erleidet. Er verliert das Bewusstsein und kommt in der Hütte seiner Nachbarin, der verwitweten Predigerin Catherine, zu sich, die seine Schusswunde provisorisch versorgt hat. Er erfährt, dass ihr Sohn Elijah ihn bewusstlos im Wald aufgefunden hat. Als Catherine überraschend von zwei Männern besucht wird, verlässt Boon ihre Hütte durch den Hinterausgang. In seiner Hütte angekommen, entfernt er das Projektil aus seiner Bauchwunde.
Eines Tages wird Boon von Elijah zur Hilfe gerufen, als Pryce, einer der Männer, die bei seiner Mutter regelmäßig auf dem Grundstück anzutreffen sind, versucht Catherine zu vergewaltigen. Die Männer ergreifen die Flucht und Boon erfährt, dass der Verbrecherboss Mr. Fitzgerald mit seinen Männern von Catherines Grundstück aus einen Tunnel zum Schmuggel von Waffen über die Grenze zu Kanada betreibt. Mr. Fitzgerald verwendet dabei ein dunkles Geheimnis aus dem Leben von Catherines Ehemann gegen sie. Seine Schwiegertochter Emilia Fitzgerald ist berüchtigt für ihre Willkürlichkeit und Brutalität.
Zunächst versucht Boon es bei einem Treffen mit den Fitzgeralds bei verbalen Drohungen zu belassen. Da diese jedoch keine Wirkung zeigen, entscheidet er sich angesichts der prekären Lage dafür, seine Fähigkeiten zu nutzen und entgegen seiner Überzeugung erneut zur Waffe zu greifen, um Catherine und ihrem Sohn zu helfen.
Dass Agent Redd, der Boon seit geraumer Zeit auf der Spur ist, in dem abgeschiedenen Ort auftaucht, erschwert die Lage. Redd, der Boon auf der Straße erkennt und festsetzen kann, wird von Bud und Pryce gestört, die ihn ihrerseits mit Waffen bedrohen. Nachdem Redd die beiden Männer vertreiben konnte, wird er von Boon überwältigt, der mit dem Wagen des Agenten zu Catherines Hütte fährt. Dort wird er abermals von Redd aufgesucht, der zunächst Verstärkung ruft, dann jedoch mit Hilfe von Elijah entwaffnet werden kann. Während Boon zusammen mit Catherine und deren Sohn die Waffen und Munition des Hauses zusammentragen, trifft Emilia Fitzgerald zusammen mit fünf schwer bewaffneten Männern ein. Mit automatischen Waffen nehmen sie Catherines Haus unter Feuer. Sie entschließt sich, unbewaffnet das Haus zu verlassen, um an Emilias Vernunft zu appellieren, das Blutvergießen zu stoppen. Emilia sticht jedoch Catherine mit einem Messer in den Bauch nieder. Ein schwerer Schusswechsel beginnt, infolgedessen vier der Angreifer getötet werden können, da sich Boon dazu entschließt, Agent Redd zum Kampf gegen den gemeinsamen Feind wieder zu bewaffnen. Einer der Angreifer kann sich Zugang zum Haus verschaffen und trifft Redd tödlich, bevor auch dieser Angreifer erschossen wird.
Es kommt zum finalen Kampf zwischen Emilia Fitzgerald und Boon. Gerade als Emilia Fitzgerald die Oberhand gewinnt, erscheint Catherine im Türrahmen und erschießt ihre Widersacherin. Elijah wartet mit seiner Mutter Catherine auf das Eintreffen der Beamten, während Boon durch den Tunnel der Verbrecher flüchtet.
Nach Beginn des Filmabspanns ist in einer kurzen Filmszene zu sehen, wie Boon den Verbrecherboss Mr. Fitzgerald in seinem Haus überrascht und tötet.

## Produktion
Am 1. April 2022 wurde der Film in den Vereinigten Staaten auf DVD und über Streamingdienste als Video-on-Demand veröffentlicht. In Deutschland ist der Film seit dem 2. Juni 2023 auf DVD und Blu-ray Disc erhältlich.
Im Film Red Stone übernahm Neal McDonough bereits zwei Jahre zuvor eine Rolle namens „Boon“.

## Synchronisation
Die deutschsprachige Synchronisation entstand durch Legendary Units nach einem Dialogbuch von Rocco Hauff unter der Dialogregie von Frank Gala.
| Darsteller          | Synchronsprecher        | Rolle                |
| ------------------- | ----------------------- | -------------------- |
| Neal McDonough      | Heinrich Bennke         | Boon                 |
| Tommy Flanagan      | Frank Gala              | Mr. Fitzgerald       |
| Demetrius Grosse    | Thomas Dehler           | Agent Redd           |
| James Madio         | René Hofschneider       | Bud                  |
| Gabrielle Carteris  | Gundula Köster          | Bürgermeisterin Owen |
| Christiane Seidel   | Anneke Schwabe          | Catherine            |
| Jake Melrose        | Ilja Schierbaum         | Elijah               |
| Christina Ochoa     | Franziska Kruse         | Emilia Fitzgerald    |
| London McDonough    | Lisa Müller             | junge Kellnerin      |
| John Patrick Jordan | Jan Krawczyk            | Pryce                |
|                     | Sven Riemann            | Arnold               |
|                     | Nikolas Sebastian Knauf | Kellner              |

## Rezeption
Nach Urteil der Redaktion des Filmdienstes ist Boon „ein schlicht-formelhafter Thriller, der durch seine betont ruhige, erst zum Schluss in einem Showdown eskalierende Erzählweise einen gewissen altmodischen Reiz hat“. Sie vergab zwei von fünf möglichen Punkten.